# Calliodentalium balanoides
Calliodentalium balanoides is een Scaphopodasoort uit de familie van de Calliodentaliidae. De wetenschappelijke naam van de soort is voor het eerst geldig gepubliceerd in 1908 door Plate.